# Francisco Dantas (Río Grande del Norte)
Francisco Dantas, municipio del estado del Rio Grande do Norte (Brasil), localizado en la microrregión de Pau de los Ferros, mesorregión del Oeste Potiguar. De acuerdo con el censo realizado por el IBGE (Instituto Brasilero de Geografía y Estadística) en el año 2000, su población es de 2.945 habitantes. Área territorial de 182 km².

## Historia
Fue instalado en 1963, constando ya como Distrito, en la división administrativa, vigente del 1 de enero de 1958, del municipio de Portalegre. El Coronel Francisco Dantas de Araújo fue político y agropecuarista, propietario del "pie de la sierra" de Portalegre. En los márgenes del arroyo Tesoura, surgió una población formada, en su mayoría, por personas que vivían de la producción agrícola. En el año de 1942, la localidad de Tesoura también contaba con una pequeña cantidad de casas, sin embargo los señales de progreso ya se hacían presentes. Pasados veinte y un años, el día 26 de marzo de 1963, por la Ley nº 2.856, Tesoura dejó de ser poblado, se separó de Portalegre y se tornó un nuevo municipio de potiguar, con el nombre de Francisco Dantas. El nombre fue un homenaje a Francisco Dantas de Araújo, paraibano que en Rio Grande do Norte se destacó como agricultor, negociante político y el primer prefecto electo de Pau dos Ferros, ciudad donde falleció en el año de 1942.

## Geografía
Según el censo del 2000, tiene una población total residente de 11.021 habitantes, de los cuales 4.546 son del sexo masculino (49,20%) y 7.475 del sexo femenino (51,40%), siendo que 1.571 viven en el área urbana (52,00%) y 1.450 en el área rural (48,00%). La población actual estimada es de 2.867 habitantes (IBGE/2005). La densidad demográfica es de 16,15 hab/km².